# Eirik Newth

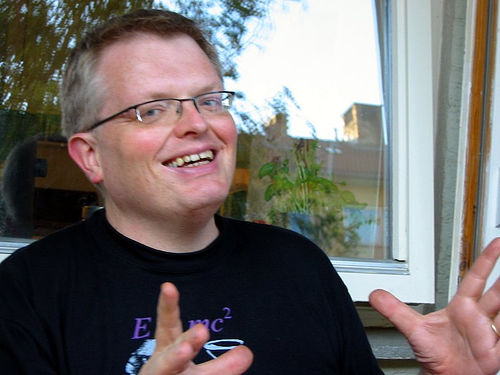
Eirik Newth

Eirik Newth (* 17. August 1964 in Bærum) ist ein norwegischer Sachbuchautor, freier Schriftsteller und Übersetzer.
Newth studierte Astrophysik an der Universität Oslo und ist heute als Schriftsteller und Übersetzer tätig. Er ist Mitglied der Norwegian Non-Fiction Writers’ Association und schreibt neben Kindersachbüchern auch Schulbücher über Geographie und Naturwissenschaften.
Für sein im Verlag Carl Hanser Verlag erschienenes Buch Die Jagd nach der Wahrheit (Taschenbuchausgabe dtv 62023) erhielt er den norwegischen Brageprisen. Abenteuer Zukunft wurde für den Deutschen Jugendliteraturpreis nominiert.

## Werke
- Die Krähe die nicht bis 5 zählen konnte: Geschichten aus der tollen Welt der Zahlen
- Leben im Weltall. Was wir über Außerirdische wissen
- Die Sterne
- Die Sonne. Ein Reiseführer zu den Sehenswürdigkeiten des Himmels
- Abenteuer Zukunft. Projekte und Visionen für das 3. Jahrtausend
- Die Jagd nach der Wahrheit. Die unendliche Geschichte der Welterforschung